# Damien Udeh
Damien Udeh (12 ottobre 1986) è un ex calciatore nigeriano, di ruolo centrocampista.

## Carriera
Dal 2004 al 2005 gioca in patria nell'Enugu Rangers, con cui disputa anche 3 partite nell'edizione del 2004 della CAF Champions League.
Dal 2005 al 2008 gioca nella prima divisione della Tunisia con l'Espérance; dal 2008 al 2012 è nuovamente in Nigeria, questa volta all'Heartland, con cui nel 2010 gioca altre 2 partite in CAF Champions League.
Dal 2012 gioca nel Mohammedan, uno dei club più titolati del Bangladesh.

## Palmarès

### Club

#### Competizioni nazionali
- Campionato tunisino: 1

Espérance: 2005-2006
- Coppa di Tunisia: 2

Espérance: 2006-2007, 2007-2008
- Nigerian Super Cup: 1

Enugu Rangers: 2004